# Idealizzazione (psicologia)
In psicologia l'idealizzazione è un meccanismo di difesa grazie al quale una persona percepisce un altro come migliore (o che possiede attributi più desiderabili) di quelli effettivamente supportati dall'esperienza. 
Questo a volte avviene nei conflitti sull'affidamento dei bambini. Il figlio di un singolo genitore spesso può immaginare ("idealizzare") il parente (ideale) assente come avente le caratteristiche di un genitore perfetto. Tuttavia, il bambino dopo aver incontrato tale genitore, può essere felice per un po', ma in seguito disilludersi quando vede che il genitore in effetti non lo cura, aiuta e protegge come aveva fatto il genitore che prima aveva avuto cura di lui.